# Дубай
Дуба́й (араб. دُبَيْ‎ [du.bajj]) — крупнейший город Объединённых Арабских Эмиратов и глубоководный морской порт, административный центр одноимённого эмирата, важнейший торговый и финансовый центр ОАЭ и всего Ближнего Востока. Расположен на берегу Персидского залива. По состоянию на 2022 год население города составляет около 3,6 млн человек, более 90 % из которых — экспатрианты.
Дубай был основан в XIX веке как рыбацкая деревня. С начала XX века он превратился в важный региональный и международный торговый центр, уделяющий особое внимание туризму и роскоши. Доходы от продажи нефти ускорили развитие города, однако в 2018 году доля добычи нефти в ВВП эмирата составила менее 1 %. В 1954—1971 годах являлся административным центром британского протектората Договорный Оман.
В Дубае проводятся разнообразные международные конференции, фестивали, выставки и т. п. С 1 октября 2021 года по 31 марта 2022 года в Дубае проводилась всемирная выставка Экспо-2020.

## История
Возраст остатков древнего мангрового болота, обнаруженного в окрестностях Дубая во время постройки коллекторных сетей, оценивается примерно в 7 тысяч лет. Примерно 5 тысяч лет назад береговая линия, отступив внутрь страны, приняла современный вид, при этом территория покрылась песком. До исламизации местные жители поклонялись Баджаи (или Баджар).
Территория, на которой располагается город, с VI века до н. э. подчинялась персидской династии Ахеменидов, в III—VI веках н. э. принадлежала Сасанидам. В VII веке сюда пришёл ислам, и территория стала частью Арабского халифата. В VIII веке княжество Дубай участвовало в восстании против наместника халифа, вследствие чего правители Дубая были фактически независимы в середине VIII—IX веков. К концу IX века они попали под власть Аббасидов. В XIII сюда вторгались Хулагуиды. До XVIII за территорию боролись Португалия, Сефевидская империя, Турция, Оман, ваххабиты. Венецианский торговец жемчугом Гасперо Балби, побывавший в этих краях в 1580 году, описывая ловлю жемчуга, упоминал Дубай (Dibei). С XVIII местные моряки, занимавшиеся главным образом каботажной торговлей, конфликтуют с побеждавшей в конкуренции с ними Ост-Индской компанией, в связи с чем англичане прозвали этот район «Пиратским берегом». В 1820 Ост-Индская компания с помощью военной силы, направленной сюда для борьбы с пиратами, добилась подписания т. н. Генерального договора, в результате которого Оман был разделён на 3 части. Договоры 1835, 1839, 1853 и 1892 годов привели к установлению британского протектората. С 1853 года территория входила в т. н. Договорный Оман.
Первые упоминания о поселении на месте Дубая относятся к 1799. В начале XIX века население Дубая составляло всего около 1200 человек. Это было небольшое поселение, защищённое стенами вокруг него и фортом Аль-Фахиди (Al Fahidi) в центре него. До 1833 года он входил в состав эмирата Абу-Даби, позже, до получения независимости в 1971 году, принадлежал Договорному Оману. С 1833 года Дубай находится под властью эмиров династии Аль Мактум.
В течение XIX века две катастрофы нанесли большой урон благосостоянию города: в 1841 году в городе вспыхнула эпидемия оспы, вынуждая жителей переместиться на восток от Дейры, а в 1894 году огонь пронёсся через Дейру, уничтожив большинство домов. Однако географическое местоположение города продолжало привлекать торговцев со всей области. Эмир Дубая, желая привлечь иностранных торговцев, снизил налоги, что привлекало торговцев из Шарджи — главного торгового центра региона того времени.

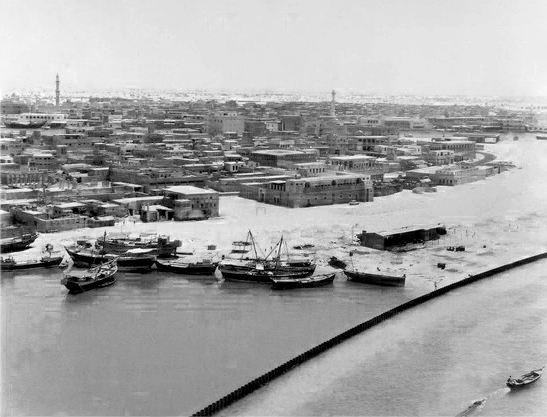
Район Дейра на берегу лимана Дубай-Крик в 1960-х годах

Благодаря своей близости к территории современного Ирана (в указанный период — к государству Каджаров) порт Дубая привлекал внимание иностранных торговцев, особенно из территории Каджарского государства, многие из которых в конце концов селились в Дубае, в начале XX века он являлся одним из важнейших портов Персидского залива. В 1910 году население города составляло всего около 10 тысяч жителей, рынок, располагавшийся на побережье на стороне Дейры, насчитывал около 350 лавок. В Дубае процветали добыча и экспорт жемчуга вплоть до Великой депрессии 1930-х годов, преодолеть последствия которой препятствовала развивавшаяся в Японии индустрия выращивания жемчуга на фермах.
Долгое время Дубаю приходилось довольствоваться незначительными выгодами от соседства с богатым нефтью Абу-Даби, но в 1966 году у него были найдены собственные месторождения, хотя и значительно менее богатые. Доходы от добычи нефти начали поступать с 1969 года. Развивающаяся нефтяная промышленность потребовала притока рабочей силы, который направлялся в основном из Индии и Пакистана, в результате чего с 1968 по 1975 год население города выросло в четыре раза. Доходы от нефти помогли развитию города на раннем этапе, но запасы нефти в Дубае весьма ограничены и уровень добычи невысок: доходы от нефти составляют всего около 5 % всех поступлений. Основу экономики Дубая стали составлять туризм, авиация, недвижимость, финансовые услуги.

## География
Расположен на берегу Персидского залива к северо-востоку от столицы — Абу-Даби по соседству с Шарджей. Географические координаты: 25°15' северной широты, 55°18' восточной долготы. Длина города составляет 134 км, ширина — 35 км.

### Климат
Климат Дубая — чрезвычайно жаркий (аридный климат жарких пустынь BWh по классификации Кёппена). Дубай считается одним из самых жарких городов мира. Средняя температура августа (самого тёплого месяца) +35,1 °C, а средний максимум обычно превышает +40 °C, иногда температура в тени может доходить почти до 50 °C. Зимы более прохладные, по температуре они приблизительно соответствуют лету в средней полосе России, с тёплыми днями и прохладными ночами. Средняя температура января +19 °C (самого холодного месяца).
Осадки в Дубае редкие (за год выпадает около 80 мм), выпадают в основном во второй половине зимы (февраль-март), с мая по октябрь осадки практически невозможны.
| Показатель | Янв. | Фев. | Март | Апр. | Май  | Июнь | Июль | Авг. | Сен. | Окт. | Нояб. | Дек. | Год  |
| --- | ---- | ---- | ---- | ---- | ---- | ---- | ---- | ---- | ---- | ---- | ----- | ---- | ---- |
| Абсолютный максимум, °C | 31   | 37   | 40   | 44   | 47   | 47   | 49   | 48   | 47   | 42   | 37    | 33   | 49   |
| Средний суточный максимум, °C | 24   | 26   | 29   | 34   | 39   | 40   | 41   | 41   | 39   | 36   | 31    | 27   | 33,9 |
| Средняя температура, °C | 19,0 | 21,0 | 21,5 | 26,0 | 30,0 | 30,0 | 33,0 | 35,1 | 34,5 | 29,0 | 27,0  | 21,5 | 29,2 |
| Средний суточный минимум, °C | 16   | 17   | 20   | 23   | 27   | 29   | 32   | 32   | 29   | 26   | 22    | 18   | 24,3 |
| Абсолютный минимум, °C | 4    | 9    | 10   | 14   | 19   | 22   | 25   | 26   | 21   | 16   | 12    | 8    | 4    |
| Норма осадков, мм | 16   | 11   | 31   | 6    | 3    | 3    | 3    | 3    | 0    | 3    | 3     | 12   | 94   |
| Источник: https://www.msn.com/ru-ru/weather/records/дубайдубайобъединенные-арабские-эмираты/we-city?q=Дубай&form=PRWLAS&iso=AE&el=pphvrL4QwZbGTptTsM3Ovw%3d%3d |      |      |      |      |      |      |      |      |      |      |       |      |      |

## Районы города
Основные районы города:
- Бур-Дубай — исторический центр;
- Гарденс — спальный район;
- Даунтаун — деловой район города;
- Дейра — восточная торговая часть города;
- Джумейра — приморский жилой район;
- Дубай Марина — жилой район вокруг рукотворного залива на западе города.

## Экономика
Дубай — крупнейший торговый, финансовый и туристический центр Ближнего Востока. По темпам развития города сравним с Шанхаем. Третий по важности центр реэкспорта в мире (после Гонконга и Сингапура). В Дубае отсутствуют некоторые значительные виды налогов: налог на доходы организаций, налог на прирост капитала, налог на доходы физических лиц, а также налог на репатриацию доходов. Объединённые Арабские Эмираты также имеют соглашения об избежании двойного налогообложения более чем с двадцатью странами мира.
Глубоководный морской порт Дубая благодаря низким пошлинам занимает ведущее место в регионе по реэкспорту разных товаров, включая золото.
Значительную ценность в ведении бизнеса в Дубае представляют СЭЗ — свободные экономические зоны. Офшорная зона располагается в районе Джебель Али.

## Транспорт
Транспорт в Дубае контролируется Roads and Transport Authority (RTA), агентством правительства Дубая, образованным эмирским указом в 2005 году. В январе 2010 года количество жителей Дубая, которые пользуются общественным транспортом, составило 6 %.
По данным за 2023 год, общественный транспорт в Дубае оказался одним из самых дешевых в мире. В месяц жители города тратят на транспорт 2,3 % от средней заработной платы.
В городе имеется два морских порта, несколько автовокзалов (крупнейший в Бар-Дубае) и два крупных международных аэропорта (Дубай и Аль-Мактум). Есть развитая автобусная сеть, часть остановок кондиционирована.
9 сентября 2009 года был открыт Дубайский метрополитен, который работает без машинистов.
30 апреля 2009 года была открыта монорельсовая дорога.
12 ноября 2014 года запущено трамвайное движение в одном из районов города.
В общественном транспорте действует система штрафов. Размер штрафа в зависимости от нарушения — от 100 до 2000 дирхамов.

### Наземный транспорт
Пять основных маршрутов (E 11, Е 311, E 44, Е 77 и E 66) проходят через Дубай, соединяя город с другими населёнными пунктами и эмиратами. Восточные и западные стороны города связаны мостами Al Maktoum, Al Garhoud Bridge, туннелем Al Shindagha, Business Bay Crossing и плавающим мостом (Floating Bridge).
Служба автобусной системы обслуживает 140 маршрутов и транспортирует более 109 миллионов человек (2008 год). К концу 2010 года по всему городу было 2100 автобусов.
Автомобили такси в Дубае имеют кремовый цвет, только окраска крыши зависит от оператора. Корпорация Taxi Dubai, подразделение RTA, является крупнейшим оператором и имеет такси с красными крышами. В 2009 году Taxi Tryips выполнил 70 миллионов поездок, обслужив около 140,45 млн пассажиров.

### Авиатранспорт
Дубайский международный аэропорт (IATA: DXB) — базовый аэропорт авиакомпаний Emirates Airlines и Flydubai, обслуживает Дубай и другие эмираты страны. В 2018 году обслужил 89,1 млн пассажиров и переправил 2,64 млн тонн грузов. Emirates Airline является национальной авиакомпанией Дубая. Работает на международном уровне, в 2014 году она обслуживала 142 пункта назначения в более чем 70 странах на всех населённых континентах.

## Достопримечательности

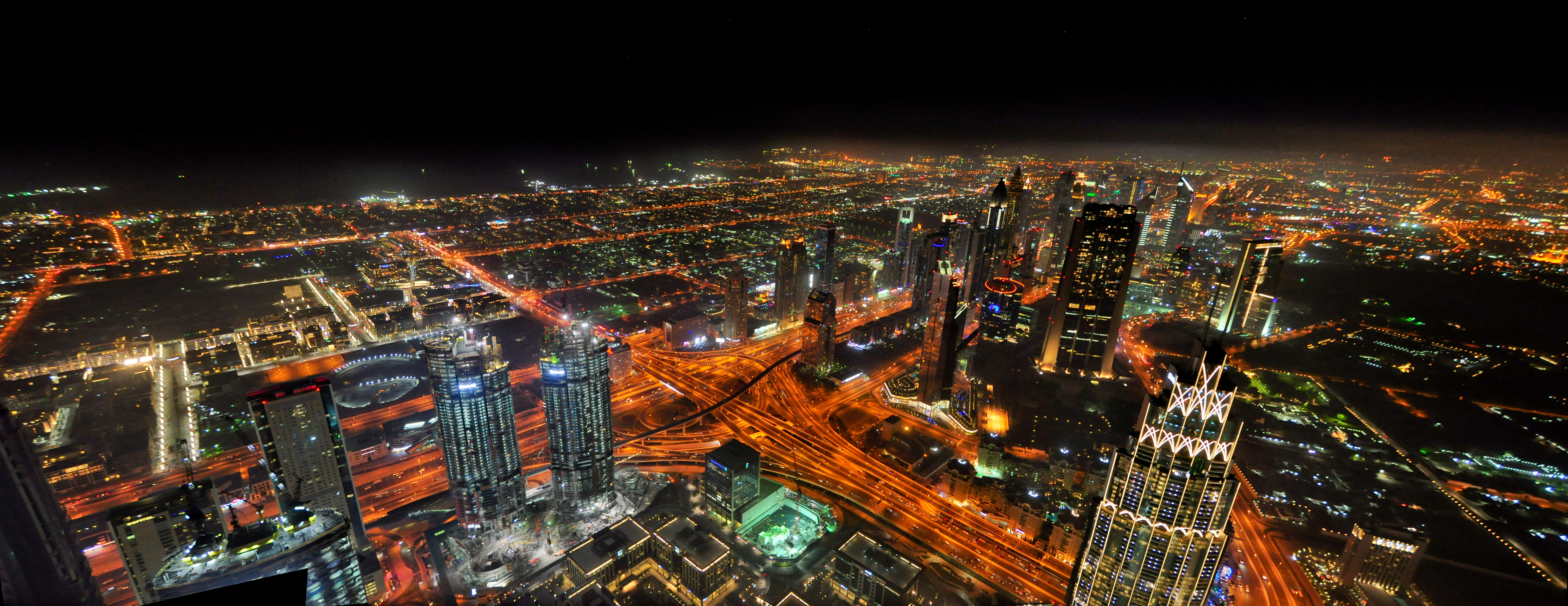
Небоскрёбы Дубая

- Бурдж-Халифа — небоскрёб, напоминающий по форме сталагмит. C 19 мая 2008 года — самое высокое когда-либо существовавшее сооружение в мире. Небоскрёб был официально открыт 4 января 2010 года. Его высота составляет 828 метров, 163 этажа. Предполагается функционирование более 50 лифтов, со скоростью подъёма 18 м/с.
- Бурдж аль-Араб — отель в форме паруса, один из самых роскошных в мире.
- Фонтан Дубай — музыкальный фонтан, расположенный рядом с небоскрёбом Бурдж-Халифа. Один из самых больших и высоких фонтанов в мире. Высота его струй достигает 150 метров.
- Аквариум — один из самых больших океанариумов мира, расположен в самом крупном торгово-развлекательном центре мира — Торгово-развлекательный центр «Дубай». Имеется также океанариум в отеле «Атлантис» на намывном острове «Пальма Джумейра».
- Мир — строящийся архипелаг у побережья ОАЭ в форме континентов Земли.
- Emirates Towers — Гордостью главной улицы Дубая Шейх Заед Роуд являются Эмирэйтс Тауэрз (EmiratesTowers) — серебристо-серые башни близнецы, одна из которых считалась самым высоким зданием на Ближнем Востоке и в Европе до постройки нового высочайшего здания в мире — небоскрёба Бурдж-Халифа[42].
- Острова Пальм — группа искусственных островов. Состоит из трёх островов: обжитого Пальма Джумейра, почти готового Пальма Джебель Али и начатого Пальма Дейра. На первом острове проложена 5-километровая монорельсовая дорога, первая на Ближнем Востоке.
- Крытый горнолыжный курорт Ski Dubai — первый крытый горнолыжный комплекс на Ближнем Востоке и один из крупнейших в мире с площадью 22,5 тысячи м² (эквивалент площади 3 футбольных полей), круглый год покрытый искусственным снегом. Вместимость 1,5 тысячи посетителей. Расположен в торговом центре «Молл Эмиратов».
- Бастакия — старинная часть Бар-Дубая. Располагается между городским музеем в форте Аль-Фахиди, набережной Бухты и улицей Мусалла. Большинство здешних зданий было построено в конце XIX — начале XX века. Здесь селились зажиточные купцы из Персии; само название квартала происходит от названия персидской провинции Бастак. Сейчас Бастакию активно реставрируют, и она превращается в культурно-туристический центр с кафе, ресторанами, магазинами сувениров и художественными галереями.
- Скульптура «Вместе» — арабская пара, одетая в традиционные белые и чёрные одежды в характерном эмиратском стиле; создана из белого каррарского мрамора и шведского чёрного гранита сирийским скульптором Лутфи Ромхейном[43].
- Парк Мушриф — крупнейший парк в городе, в котором произрастает множество тропических растений.
- Дубайская рамка — сооружение в виде большой картинной рамки[44]. Она расположена таким образом, что с одной стороны видны характерные достопримечательности современного Дубая, а с другой стороны посетители могут также осмотреть старые части города[45].
- Торгового-развлекательный центр Dubai Mall — крупнейший в мире торговый центр, расположенный прямо у Бурдж-Халифы. В нём находится Аквариум. Центр был открыт в 2008 году. Его общая площадь составляет более 1,2 млн м².
- Око Дубая (Айн Дубай) — самое большое колесо обозрения в мире высотой 250 м. Был открыт для посещения в октябре 2021 года. В марте 2022 год был закрыт на ремонт, на момент января 2023 года не действует[46].

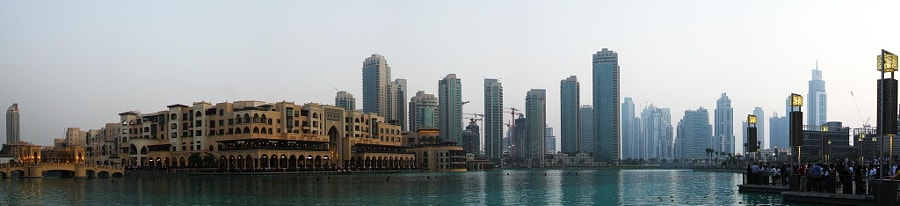
Панорама Дубая

## Галерея

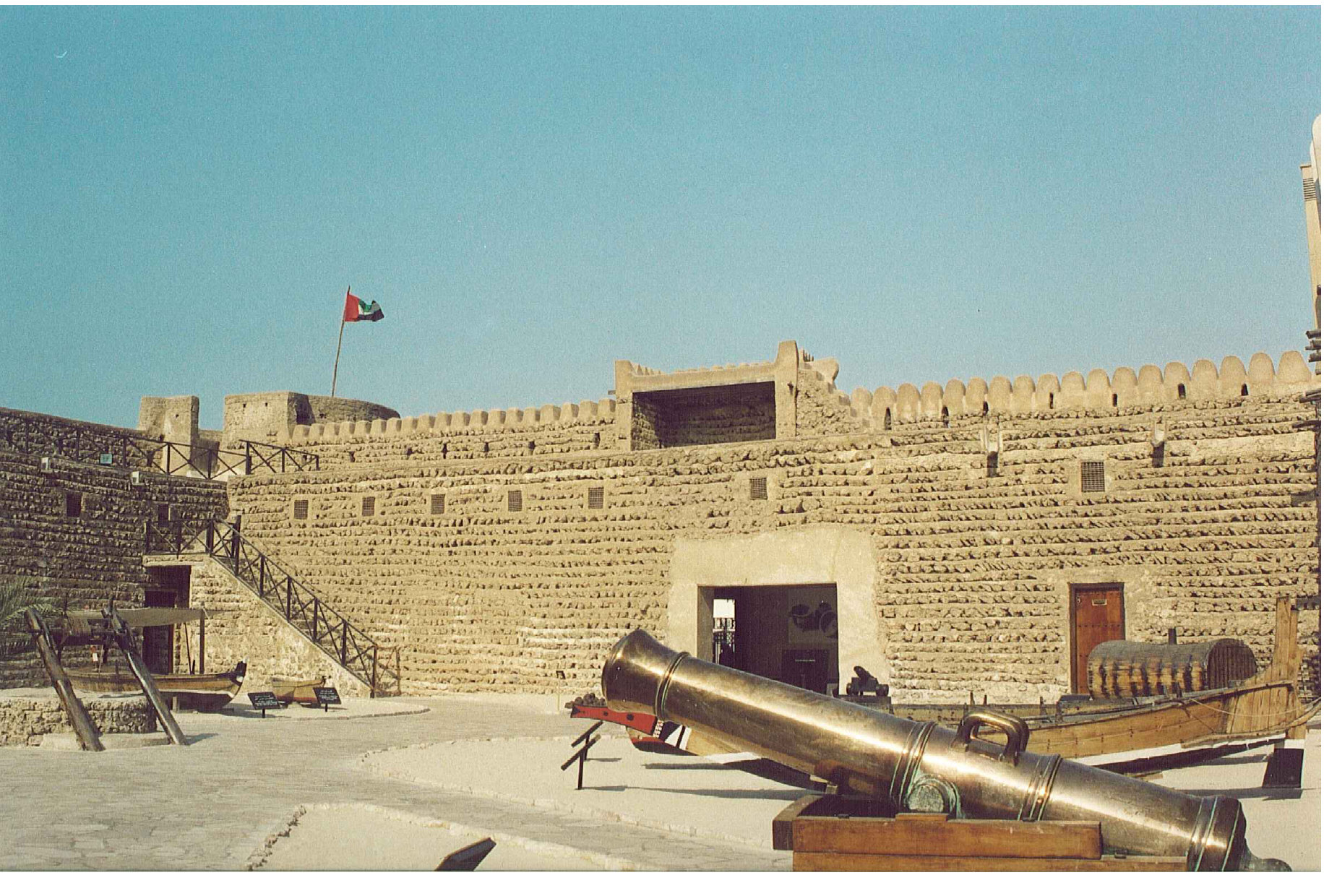
Форт Аль-Фахиди, построенный в 1799 году
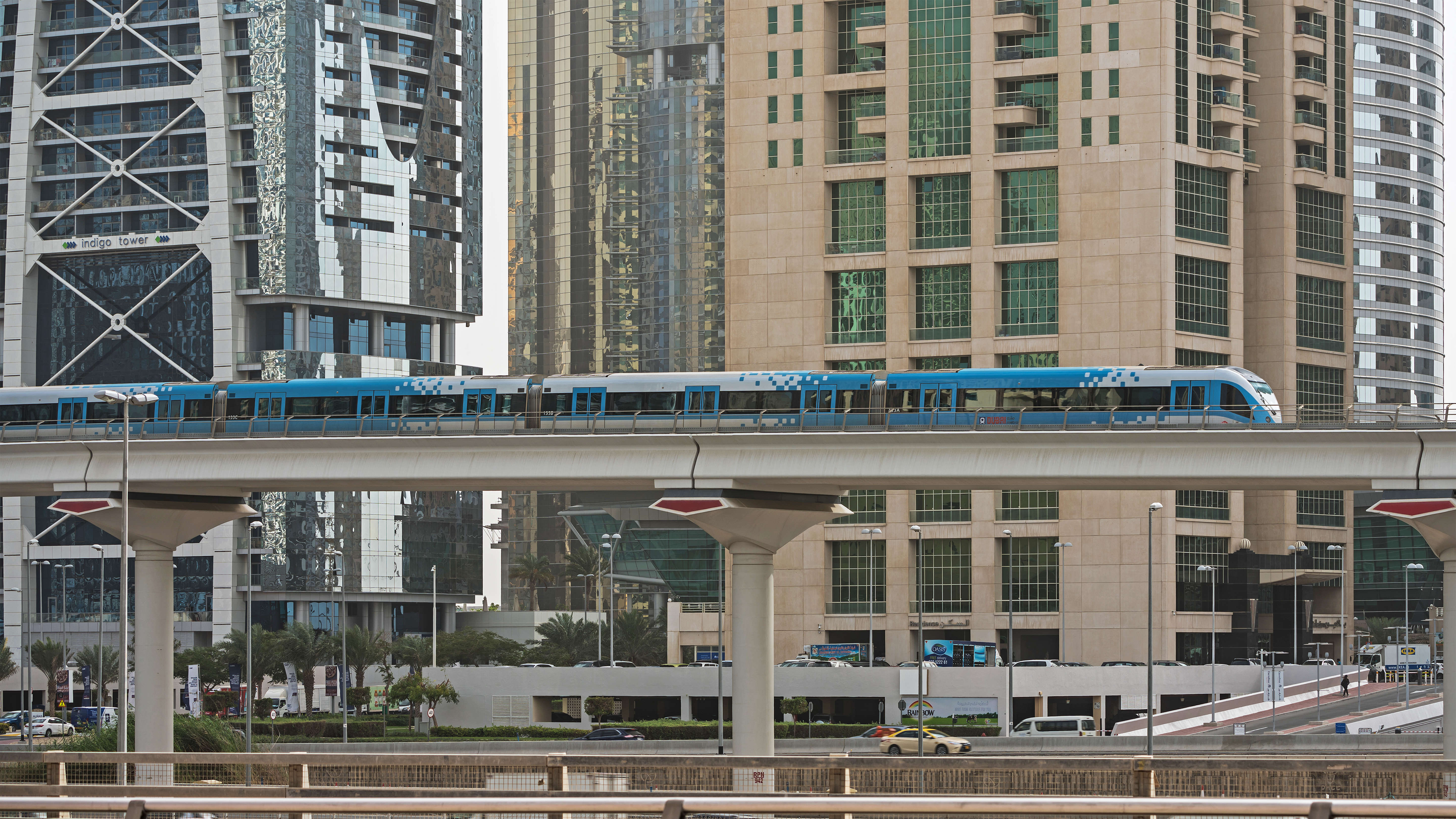
Красная линия метро
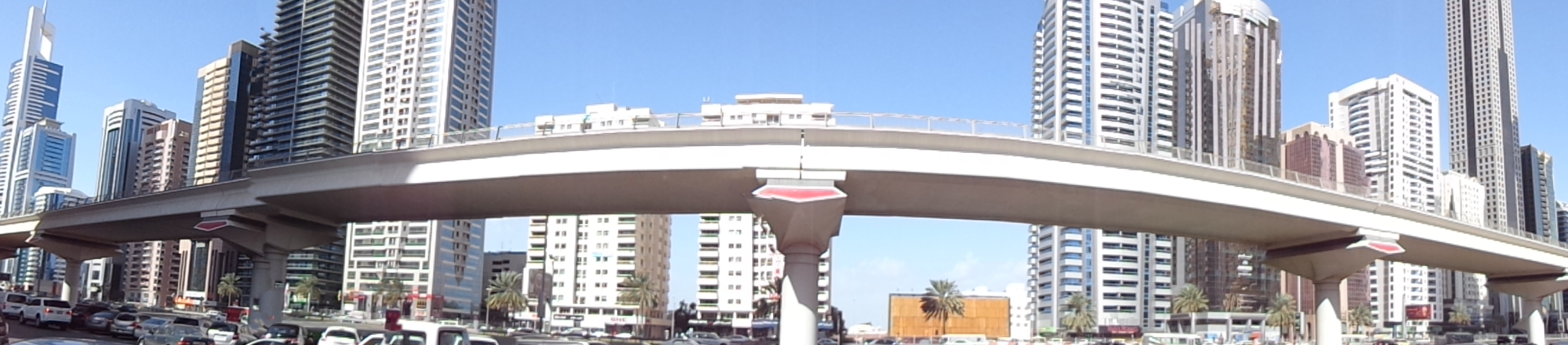
Панорама линии метро
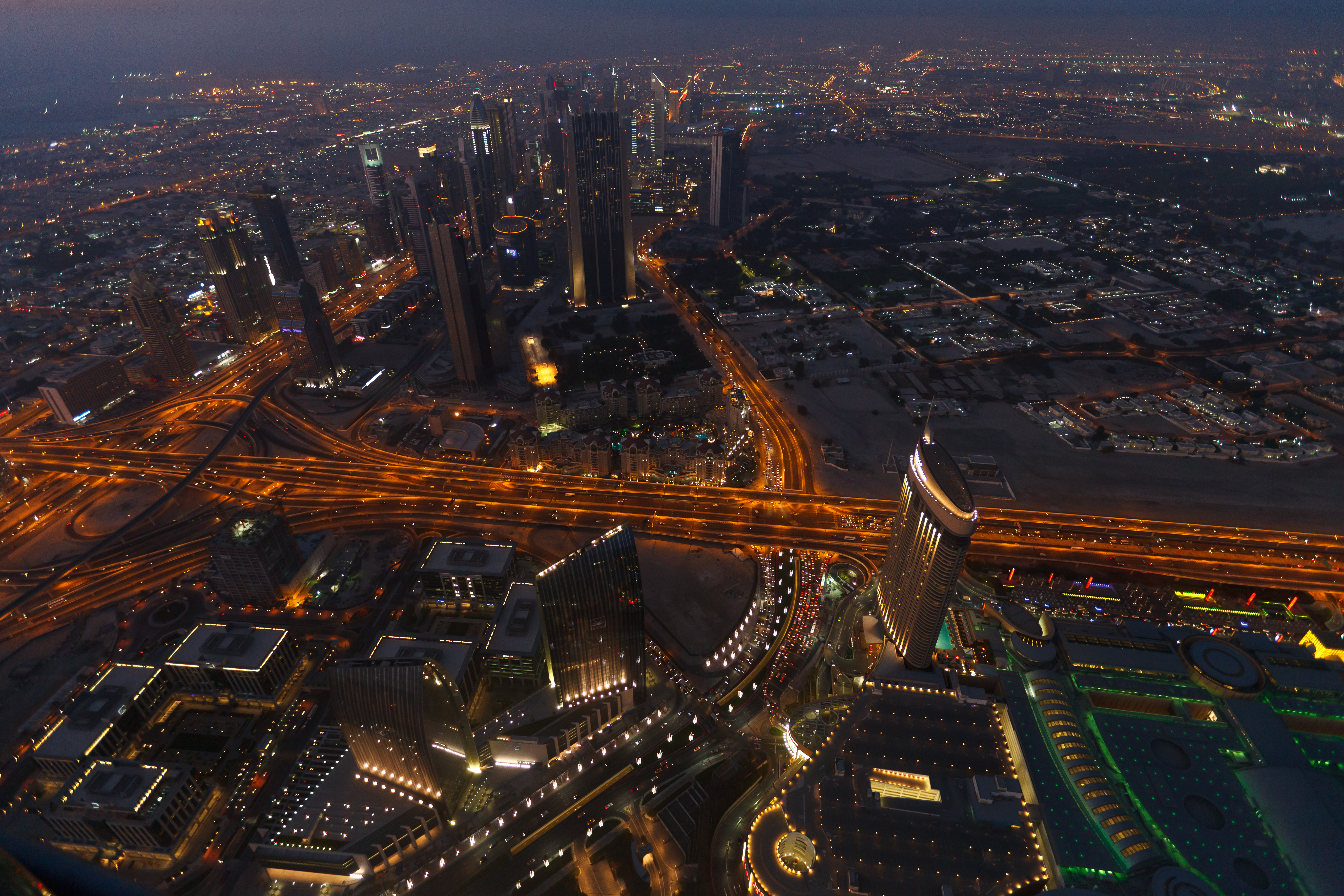
Ночной Дубай
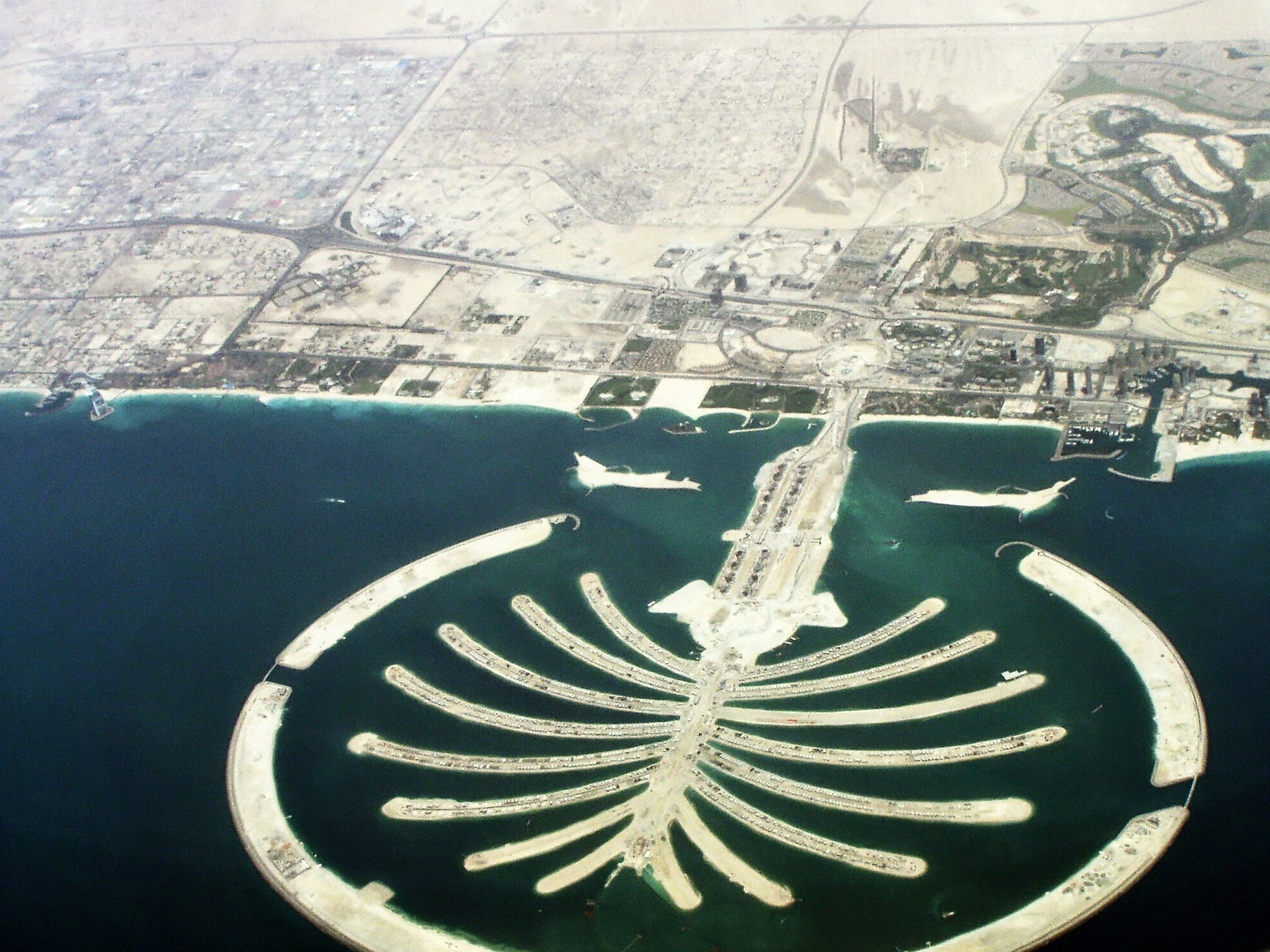
Пальма Джумейра
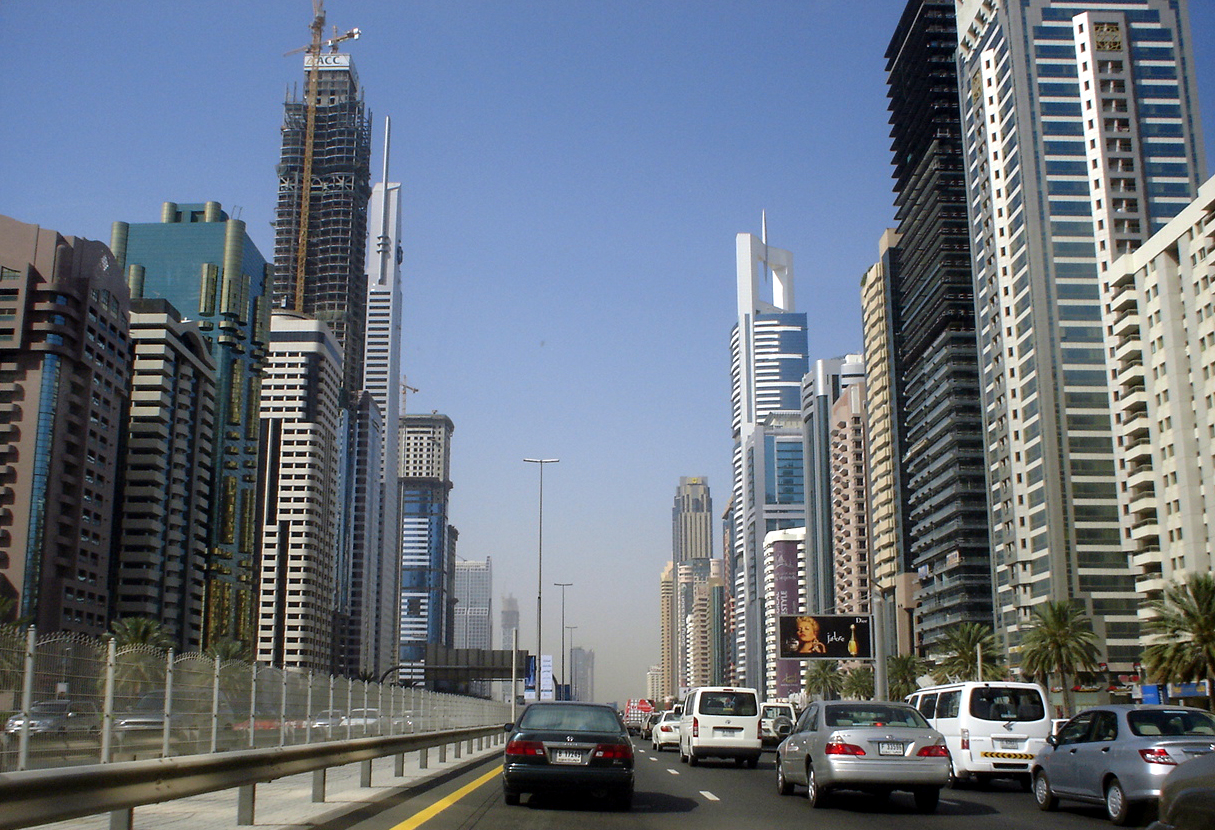
Шоссе шейха Зайда
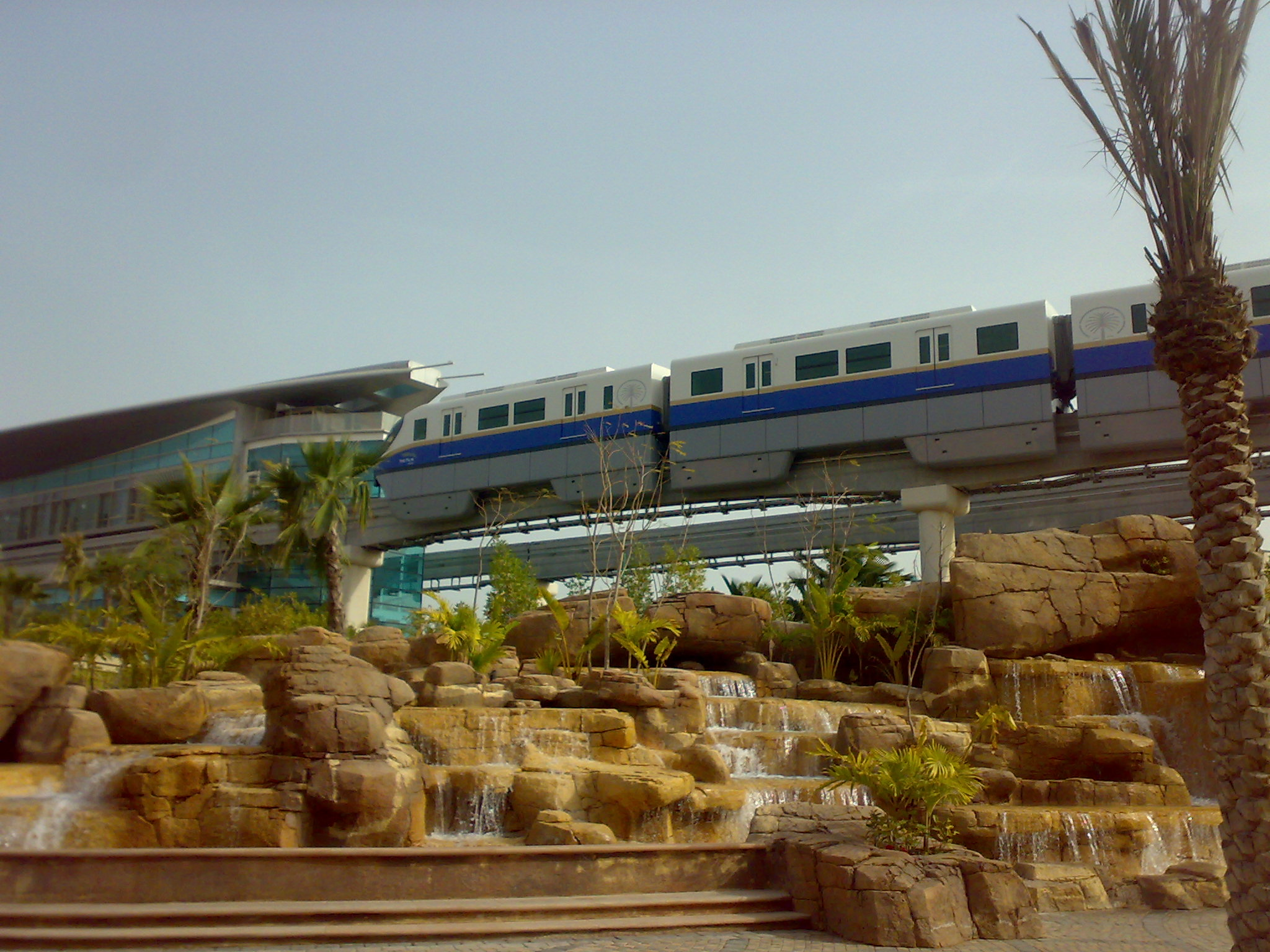
Дубайский монорельс

## Города-побратимы
Дубай имеет следующие города-побратимы:
| - Амман - Багдад - Барселона - Бейрут - Брисбен - Каракас - Детройт - Данди - Женева - Санто-Доминго - Голд-Кост - Милан | - Гранада - Гуанчжоу - Стамбул - Джидда - Кабул - Карачи - Хартум - Киш - Кувейт - Лос-Анджелес - Лион - Мандалуёнг - Монтеррей | - Москва - Медельин - Осака - Рио-де-Жанейро - Гандинагар - Хайдерабад - Финикс - Сан-Хуан - Харбин - Санкт-Петербург - Франкфурт-на-Майне - Танжер - Тегеран - Триполи - Нове-Место-над-Вагом - Богота - Пусан |